# Субхан ЗЭ
Субха́н Заэну́ри Э́хсан (индон. Subchan Zaenuri Echsan; 1931, Кепанджен, Восточная Ява — 1973, Эр-Рияд, Саудовская Аравия), более известен как Субхан ЗЭ (индон. Subchan ZE) — индонезийский предприниматель и мусульманский политический активист, один из руководителей Нахдатул Улама. Один из лидеров антикоммунистической кампании 1965—1966, организатор мусульманского координационного центра. Сыграл видную роль в разгроме Компартии Индонезии и свержении Сукарно. При режиме Сухарто возглавлял исламскую оппозицию. Погиб при неясных обстоятельствах во время паломничества в Мекку.

## Происхождение и образование
Родился в Кепанджене (окружной центр Маланга, Восточная Ява) в многодетной мусульманской семье. Относительно даты рождения существуют расхождения: называется 22 мая 1931 либо 29 января 1929. Отец Субхана ЗЭ был коммерсантом и мусульманским проповедником. Воспитывался Субхан в доме дяди, известного предпринимателя.
Начальное и среднее образование получил в школе при мечети. Прослушал курс в Университете Гаджа Мада. Стажировался на экономическом факультете Калифорнийского университета. По образованию — экономист сельскохозяйственного профиля.

## Бизнес и политика
С детства Субхан ЗЭ активно занимался коммерцией. Продавал голландским солдатам сигареты, сладости, автомобильные шины, часто ездил по торговым делам в Сингапур. В первые годы независимости Индонезии основал бизнес-систему, включавшую 28 коммерческих компаний. Наряду с торговлей, занимался туристическим бизнесом. Через организацию коммерческого паломничества создал представительство в Саудовской Аравии. Занимал пост вице-президента Афро-азиатской экономической корпорации, состоял в других международных экономических объединениях.
С 1953 Субхан ЗЭ был активистом мусульманского движения Нахдатул Улама (НУ). С 1962 состоял в руководящем органе НУ. Курировал молодёжные и студенческие организации, Ассоциация мусульманских студентов (HMI) и Ансор.
Субхан ЗЭ придерживался крайне правых политических взглядов, был убеждённым антикоммунистом, непримиримым противником КПИ, СССР и КНР. Находился в активной оппозиции левому правлению Сукарно. Всячески препятствовал экономическим связям Индонезии и Советского Союза, за что подвергался полицейскому преследованию.

## Организатор антикоммунистической кампании
30 сентября 1965 года в Индонезии была подавлена попытка ультралевого переворота, связанного с КПИ. Субхан ЗЭ немедленно включился в массовую антикоммунистическую кампанию. Он был автором жёсткого антикоммунистического призыва НУ, озвученного уже 1 октября. Через три дня, 4 октября 1965, он провёл совещание нескольких мусульманских и католических организаций, разработавших план действий по уничтожению коммунизма в Индонезии и создан Координационный центр по разгрому контрреволюционного движения 30 сентября (KAP Gestapu). 5 октября было опубликовано совместное заявление мусульманских антикоммунистических организаций.
Во главе KAP Gestapu Субхан ЗЭ организовывал массовые антикоммунистические демонстрации, нападения и расправы над коммунистами. В авангарде этих действий выступали Ансор и союз исламских студентов HMI. Они действовали в тесной координации с индонезийской армией, студенческим союзом КАМИ, союзом школьников КАППИ. В духе TRITURA Субхан ЗЭ требовал запрета КПИ и отстранения от власти Сукарно. В конечном счёте политические установки Субхана ЗЭ были реализованы.
Роль Субхана ЗЭ в индонезийских событиях 1965—1966 рассматривается как одна из ключевых. Он фактически стоял во главе мусульманского антикоммунистического движения, которое оказало мощную поддержку армии.

## Снова в оппозиции
Субхан ЗЭ сыграл важную роль в свержении Сукарно и приходе к власти генерала Сухарто. Однако он не был сторонником режима Сухарто, поскольку выступал за гражданское правление мусульманских консерваторов. Резко критиковал политику Голкар, авторитаризм и коррупцию «нового порядка». В публичных выступлениях призывал к «джихаду» против режима. В публичных выступлениях и интервью Субхан ЗЭ разоблачал персонально Сухарто, раскрывал его конфиденциальные коммерческие интересы.
На выборах 1971 Субхан ЗЭ баллотировался в Народный консультативный конгресс как представитель НУ. Однако его кандидатура была отведена властями. На участие Субхана ЗЭ в политике накладывался строгий запрет.

## Смерть и память
В 1973 Субхан ЗЭ отправился с паломничеством в Мекку. Находясь в Эр-Рияде, он погиб в автокатастрофе в возрасте 42 лет. Обстоятельства смерти не выяснены до сих пор. Существует версия об убийстве Субхана ЗЭ спецслужбами режима Сухарто при участии ЦРУ, но фактологических подтверждений она не имеет.
Субхан ЗЭ остаётся почитаемой фигурой в мусульманской общине Индонезии, особенно в правых политических кругах. Образ «вечного бунтаря» вдохновляюще действует на мусульманскую молодёжь. Именем Субхана ЗЭ названа улица в городе Кудус (Центральная Ява).
Политическую традицию Субхана ЗЭ продолжает Антикоммунистический фронт Индонезии. Идейно-политическим наследником выступает Бурхануддин ЗР, активный участник резни 1965—1966, бывший боевик HMI и KAP Gestapu.